# Eloy (banda)
Eloy es una banda alemana de rock progresivo formada en 1969, cuyo estilo va desde el rock espacial al rock sinfónico. Su nombre proviene de la novela La máquina del tiempo, de H. G. Wells, en la que los Eloi, que son una de las estirpes humanas del futuro, llevan una existencia casi paradisíaca.

## Historia
La banda Eloy fue fundada en 1969 por el guitarrista Frank Bornemann, y a lo largo de su carrera ha sufrido numerosos cambios de formación, siendo Bornemann el único miembro original de la banda que permanece en ella. En la década de los '80, Bornemann le dio al grupo una orientación  más comercial, aunque nunca consiguió demasiada popularidad.
Después de separarse en la década de 1980, la banda se reformó en 1998 con sus miembros originales, regresando al estilo característico de su paso por los '70, el rock progresivo y el rock espacial.
A pesar de su nacionalidad alemana, y de haberse formado a finales de los años 60, a la banda no se la encuadra dentro del krautrock, ya que su sonido está más cerca de bandas inglesas como Pink Floyd o King Crimson.

## Discografía

### Álbumes de estudio
| Título                                       | Fecha |
| -------------------------------------------- | ----- |
| Eloy                                         | 1971  |
| Inside                                       | 1973  |
| Floating                                     | 1974  |
| Power and the Passion                        | 1975  |
| Dawn                                         | 1976  |
| Ocean                                        | 1977  |
| Silent Cries and Mighty Echoes               | 1979  |
| Colours                                      | 1980  |
| Planets                                      | 1981  |
| Time to Turn                                 | 1982  |
| Performance                                  | 1983  |
| Metromania                                   | 1984  |
| Ra                                           | 1988  |
| Destination                                  | 1992  |
| The Tides Return Forever                     | 1994  |
| Ocean 2: The Answer                          | 1998  |
| Visionary                                    | 2009  |
| Reincarnation on Stage                       | 2014  |
| The Vision, the Sword and the Pyre (part I)  | 2017  |
| The Vision, the Sword and the Pyre (part II) | 2019  |
| Echoes from the Past                         | 2023  |